# Okręg wyborczy Bury
Okręg wyborczy Bury powstał w 1832 r. i wysyłał do brytyjskiej Izby Gmin jednego deputowanego. Okręg obejmował miasto Bury w hrabstwie Lancashire. Został zlikwidowany w 1950 r.

## Deputowani do brytyjskiej Izby Gmin z okręgu Bury
- 1832–1852: Richard Walker, wigowie
- 1852–1857: Frederick Peel, wigowie
- 1857–1859: Robert Needham Philips, wigowie
- 1859–1865: Frederick Peel, Partia Liberalna
- 1865–1885: Robert Needham Philips, Partia Liberalna
- 1885–1895: Henry James, Partia Liberalna, od 1886 Partia Liberalno-Unionistyczna
- 1895–1902: James Kenyon, Partia Konserwatywna
- 1902–1918: George Toulmin, Partia Liberalna
- 1918–1935: Charles Ainsworth, Partia Konserwatywna
- 1935–1945: Alan Chorlton, Partia Konserwatywna
- 1945–1950: Walter Fletcher, Partia Konserwatywna